# Hermann-Kesten-Preis
Der Hermann-Kesten-Preis (Eigenschreibung Hermann Kesten-Preis), bis 2007 Hermann-Kesten-Medaille, wurde anlässlich des 85. Geburtstags seines Ehrenpräsidenten Hermann Kesten 1985 vom PEN-Zentrum Deutschland gestiftet. 
Die Auszeichnung wird für besondere Verdienste um verfolgte Autoren im Sinne der Charta des Internationalen P.E.N. verliehen. Seit 1994 wird sie jährlich vergeben. Das Preisgeld in Höhe von 20.000 Euro (Stand 2022) stellt seit dem Jahr 2000 das Hessische Ministerium für Wissenschaft und Kunst zur Verfügung. 2015 wurde erstmals ein ebenso vom Hessischen Ministerium für Wissenschaft und Kunst ausgestatteter Hermann-Kesten-Förderpreis verliehen, der seit 2016 alle zwei Jahre vergeben wird und mit 5000 Euro (Stand 2022) dotiert ist.

## Preisträger
- 1985: Bischof Helmut Frentz
- 1987: Kathleen von Simson
- 1989: Angelika Mechtel
- 1991: Christa Bremer
- 1993: Johannes Mario Simmel
- 1994: Carola Stern
- 1995: Günter Grass
- 1996: Victor Pfaff
- 1997: Said, deutsch-iranischer Schriftsteller
- 1998: Hermann Schulz
- 1999: Alexander Tkatschenko
- 2000: Nenad Popovic
- 2001: Harold Pinter
- 2002: Sumaya Farhat-Naser und Gila Svirsky
- 2003: Anna Politkowskaja
- 2004: Bunt statt Braun Anklam e. V.
- 2005: Journaliste en danger (JED), afrikanische Journalistenorganisation
- 2006: Leonie Ossowski
- 2007: Die armenisch-türkische Wochenzeitung Agos zu Ehren ihres ermordeten ehemaligen Herausgebers Hrant Dink
- 2008: russische Forschungs- und Menschenrechtsorganisation Memorial
- 2009: Baltasar Garzón
- 2010: Liu Xiaobo
- 2011: Mohamed Hashem, ägyptischer Verleger (Merit Verlag)
- 2012: Iryna Chalip, belarussische Journalistin
- 2013: Index on Censorship, Organisation zur Verteidigung der Meinungsfreiheit mit Sitz in London
- 2014: Wolfgang Kaleck
- 2015: Madjid Mohit (Sujet Verlag); Förderpreis: Gefangenes Wort e. V. (Gießen)
- 2016: Can Dündar und Erdem Gül; Förderpreis: Übersetzergruppe Translate for Justice
- 2017: Thomas B. Schumann
- 2018: Gioconda Belli; Förderpreis: Direkt36 (ungarische Onlinezeitschrift)
- 2019: Philippe Lançon
- 2020: Günter Wallraff; Förderpreis: Lina Attalah und Mada Masr
- 2021: Irena Brežná
- 2022: Meena Kandasamy; Förderpreis: weiterschreiben.jetzt (https://weiterschreiben.jetzt/)
- 2023: Joan Manuel Serrat
- 2024: Fabio Stassi[2]